# Claude Le Baube
 (novembre 2010).
Si vous disposez d'ouvrages ou d'articles de référence ou si vous connaissez des sites web de qualité traitant du thème abordé ici, merci de compléter l'article en donnant les références utiles à sa vérifiabilité et en les liant à la section « Notes et références ».
Pour les articles homonymes, voir Le Baube.
Claude Robert Victor Le Baube né  le 29 avril 1919 à Paris (9e arrondissement) et mort à Aix-en-Provence le 31 décembre 2007 est un officier de la marine marchande, également peintre et illustrateur français. Il est le père du photographe Guy Le Baube.

## Biographie
Claude Le Baube est le fils de Marthe Vasselon (1890 - 1972), peintre, et de Robert Le Baube (1888 - 1970), ingénieur. Par sa mère il est le petit-fils des peintres Hortense Dury-Vasselon et Marius Vasselon et par son père de Victor Le Baube, également peintre.
Il voit le jour 2 rue Crétet, dans l'immeuble où ses grands-parents maternels ont leur atelier. Il passera son enfance à Paris et chez son grand-père paternel à Osny. C'est à proximité de cet endroit qu'il fera une partie de ses études, comme pensionnaire à Pontoise.
Dès son plus jeune âge, il dessine et fait de la peinture, empruntant le matériel familial. Son grand-père Victor sera son premier professeur.. Les œuvres de Jules Verne, offertes par son oncle Jean Le Baube, dans la collection Hetzel, illustrées par Léon Benett et Edouard Riou le marquent profondément. Elles seront pour la suite de sa vie une source d'inspiration durable ainsi que le féérique et le fantasmagorique des illustrations de Gustave Doré. C'est aussi vers l'âge de 11 ans, alors qu'il visite le chantier naval de Saint-Nazaire où l'a emmené son grand-père Victor, qu'il découvre la mer et les navires de haute mer et décide de devenir marin.

## La mer comme vocation et source d'inspiration
En 1937, à 18 ans, lycéen, il embarque à bord du Dalila comme pilotin pour la durée des vacances scolaires. En 1938, il passe l'examen d'élève officier de la marine marchande A l'âge de 20 ans, il embarque sur un cargo de la compagnie Dreyfus et fait le tour du monde. Au moment où survient la déclaration de guerre de la France à l'Allemagne, le 3 septembre 1939, il est au large du Cap.
Le navire effectue ensuite des escales au Mexique, à New-York, à Halifax et à Port de Churchill dans la baie d'Hudson où il charge du matériel américain à destination de l'Europe. A son retour en France Claude Le Baube est incorporé dans la Marine de Guerre à Brest puis envoyé à Toulon qu'il quittera le 24 juin 1940 pour rejoindre Oran.
Le 3 juillet 1940 il assiste impuissant au drame de Mers el-Kébir avant de participer dès le lendemain au relevage des victimes. Il rejoint ensuite son affectation au port d'Alger au sein de l'Amirauté. A Alger il s'inscrit aux cours de l’École de Navigation Maritime (antérieurement appelée école d'hydrographie ou "Hydro") et il y obtiendra en octobre 1942 son brevet de Capitaine au long cours.
Après le débarquement allié en Afrique du Nord en novembre 1942, il embarque en tant que lieutenant sur deux navires de la compagnie Schiaffino, le "Ville  de Djidjelli" et sur le "Ville de Bougie". A bord de ces  deux bateaux, il va participer jusqu'à la fin de la guerre à de nombreux convois en Méditerranée, sous la menace permanente des sous-marins U-Boot. A bord du "Ville de Bougie" il participe notamment au débarquement en Sicile (juillet-août 1943) et fait de nombreux transports entre Alger et la Corse (dont la libération débute à partir du 8 septembre 1943) mais aussi vers d'autres destinations.

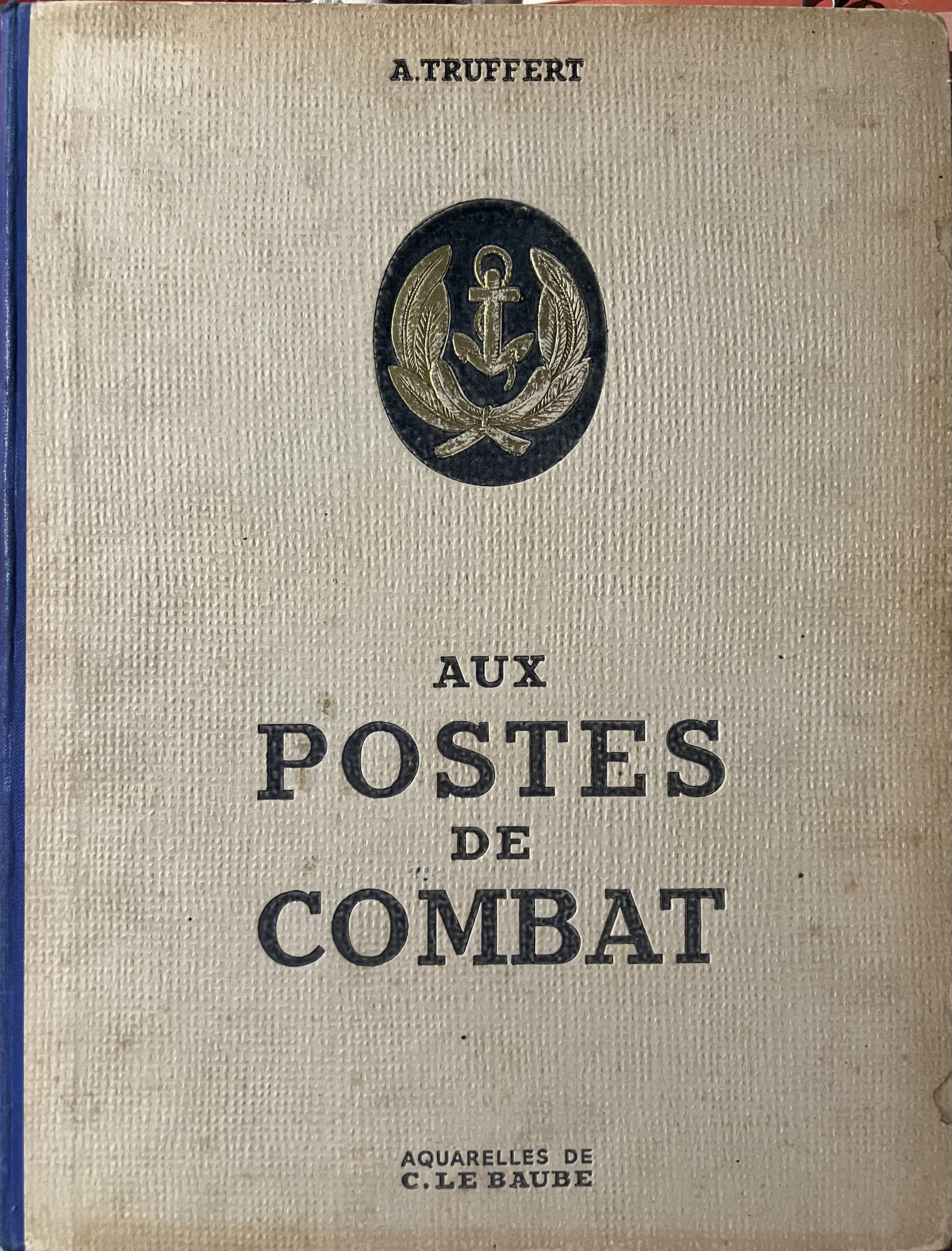
Aux Postes de Combat 1945 A. Truffert - Claude Le Baube

Pendant toute cette période son carnet de croquis ne le quitte pas et à chaque fois que l’occasion lui en est laissée, il fait des dessins et des aquarelles. De cette expérience de guerre, il ramènera des images qui illustrent l’ouvrage « Aux Postes de Combat » Histoire de la Marine française pendant la guerre, de A Truffert préfacé par le Contre Amiral Paul Ortoli, paru en 1945 qui va connaître un immense succès et créer de nombreuses vocations.
A la fin de la guerre, en congé, il va suivre à Paris les cours de l’académie de la Grande Chaumière ainsi que les enseignements d’André Lhote et de Fernand Léger.
Il reprend ensuite son métier de marin. Il navigue d’abord en Manche et en Mer du Nord pour la compagnie des Chargeurs, puis en Asie et en Indochine. De Saïgon et de la baie d’Along, il réalisera de nombreuses peintures à l’huile, même si ces escales en Indochine, en raison de la guerre qui sévit alors, ne sont pas sans danger. Puis il intègre comme second la Compagnie Paquet, avec pour port d’attache Casablanca. Il navigue alors sur des cargos gaziers ou de minerai au large de l’Afrique (Le Dives, l’Aulne entre autres) puis sur des cargos mixtes (Koutoubia, Lyautey) avant de rejoindre Marseille comme nouveau port d’attache.

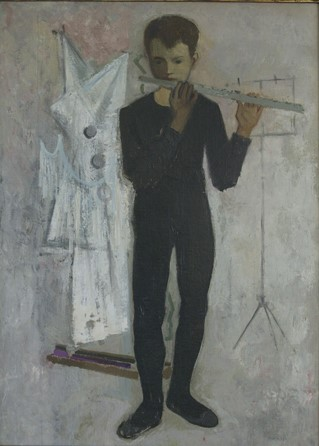
Claude Le Baube - Le petit flutiste - Prix de peinture La Danse et l'Opéra Marseille 1956

En 1946, il expose au salon de la Marine au Palais de Chaillot. En 1956 il obtient le prix de peinture de « La Danse et l’Opéra » de Marseille avec une toile intitulée « Le Petit Flûtiste ».

## Le paquebot Ancerville, sa seconde passion
Quand le paquebot Ancerville est mis en service en 1962 par la Cie Paquet, Claude Le Baube en devient le Commissaire de Bord. Il navigue en Méditerranée, le long des côtes africaines, fait des escales aux Canaries. Après 1973 on le trouve à bord du Renaissance, du Massalia et du Mermoz. Outre ses fonctions de Commissaire de Bord, il donne des conférences sur les pays et civilisations visitées et organise même des ateliers de peinture pour les passagers.
Avec ces bateaux, il parcourt le monde entier car le temps de la ligne n’est plus. C’est devenu celui des croisières. L’Amérique du Sud avec entre autres le Brésil et l’Argentine, la mer Baltique avec ses escales en Suède et en Russie (alors l’URSS), la Norvège avec ses fjords et surtout le Spitzberg sont ses destinations favorites car Claude Le Baube nourrit une passion pour l’aventure humaine dans les régions polaires et pour ses principaux explorateurs que sont Robert Falcon Scott, Ernest Shackleton, Roald Amundsen, Robert Peary, Fritjof Nansen, Jean-Baptiste Charcot, Umberto Nobile, dont il lit et relit les exploits qu’il fait partager à ses passagers.
Là aussi, dès qu’il a un moment de loisir, il prend le temps de peindre. « Où qu’il soit, Claude Le Baube brosse des navires en mouvement, des marins en action, des paysages vibrants de vie » écrit Laurent Charpentier dans l’article qu’il consacre au peintre dans Carré Voiles n° 9 de 2007. Les navigations dans l’Océan Arctique, parfois à la limite de la banquise, l’inspirent beaucoup et lui offrent l’occasion non pas seulement de peindre des voiliers mais aussi de dessiner des oiseaux marins, Macareux, Fou de Bassan, Stern, Goéland
C’est aussi une période où des auteurs et des éditeurs se rapprochent de lui pour passer commande. Il illustre ainsi l’ouvrage « Rayon Vert  au Cap Horn» de son ami Loïck Fougeron, un des premiers navigateurs à avoir fait le tour du monde en solitaire et sans escale.
Claude Le Baube a travaillé essentiellement sur le thème de paysages peints d’après nature, de marines exécutées dans un souci de réalisme historique, de natures mortes ou de scènes de genre d’inspiration souvent fantastiques. Son œuvre est le reflet de sa connaissance du monde maritime, de ses nombreux voyages et de son goût de la nature, servis par un dessin précis et une imagination débordante animée par de la nostalgie, voire parfois une certaine angoisse.
Il est présent tout au long de sa carrière à de nombreux salons et expositions (voir en dessous).
Il terminera sa carrière en tant que commissaire principal de la marine marchande et recevra l’ordre du mérite maritime.
Retiré dans la campagne aixoise, il continuera de peindre jusqu’à la fin de sa vie, se consacrant essentiellement à la peinture de bateaux historiques « les bateaux du XVIIe et XVIIIe siècles étant ses sujets de prédilection ».
En décembre 2024, lors de la vente aux enchères « de Gaulle une succession pour l’Histoire» a été vendue une aquarelle de Claude Le Baube qui avait été précédemment offerte au général De Gaulle et qui était exposée dans son bureau de La Boisserie à Colombey-les-Deux-Eglises, aquarelle représentant le torpilleur « La Combattante », sur lequel le général de Gaulle s’était embarqué lorsqu’il traversa la Manche le 11 juin 1944 pour remettre le pied sur la terre de France.

## .Illustrations
- A. Truffert, Aux Postes de combat, aquarelles, ouvrage relatant les faits d'armes de la marine française de la France libre, 1945.
- Marine nationale, no 22, 1946, premier et second plats de couverture.
- Marine nationale mer et outre-mer, no 30, avril 1947, premier et second plats de couverture.
- Loïck Fougeron, Rayon vert au Cap Horn, Éditions du Pen Duick, 1978.
- Histoire de la Marine, Éditions Lavauzelle, 1981-1983.
- Texte et les illustrations d'un ouvrage[Lequel ?] sur les phares pour le compte des croisières Paquet, 1982.
- Romé, Les oubliés du bout du monde, journal d'un marin d'Indochine de 1939 à 1946, couverture, Éditions Maritimes et d'outre-mer, 1983.
- Ça m'intéresse, illustration relatant la perte du Sheffield, 1983.
- Jean-Jacques Antier, L’Aventure héroïque des sous-marins français 1939-1945, couverture, Éditions Maritimes et d'outre-mer, 1984.
- Lückner, L’Aigle des mers, Éditions Lavauzelle, 1985.
- Jean-Victor Angelini, Tonnerre sur la Corse, couverture, Éditions maritime et d'outre-mer, 1985.
- Philippe Masson, Histoire de la marine, tome 2, « De la vapeur à l'atome », couverture, Éditions Lavauzelle, 1992.
- « Une victoire oubliée, la bataille de Koh Chang », champs de bataille thématique, no 1, avril 2007, double page.
- Carré Voiles, no 9, juin 2007, six dessins, peintures et aquarelles pour illustrer un article biographique qui lui est consacré[23].

## Expositions
- du 13 décembre 1946 au 12 janvier 1947, Salon de la Marine, Paris, palais de Chaillot.
- 1954, galerie La palette du Tertre, Casablanca, Maroc.
- 1956, galerie Puget, Vieux port, Marseille.
- 1957, galerie Nègre, Marseille.
- 1958, galerie Chardin, Paris.
- 1959, grand prix du Palais-Royal présidé par Jean Cocteau.
- 1960, galerie Alain le Breton, Marseille. Prix de la jeune peinture Ville de Marseille.
- 1961, galerie Le Breton, Marseille.
- 1965, Les amis des arts, Aix-en-Provence.
- 1966, Avignon.
- 1970, galerie Aldebert, Bâle.
- 1971, galerie Le moulin Autran, Nyons.
- 1972, galerie Les amis des arts, Aix-en-Provence.
- 1975, invité d'honneur au Salon de Sauveterre du Gard.
- 1976, galerie André Nègre, Marseille.
- 1978, deux expositions à bord du paquebot Mermoz.
- 1978, Salon d'automne, Paris.
- 1980, Salon d'automne, Paris.
- 1983, galerie Grossi, Apt.
- 1988, galerie Le moulin Autran, Nyons.
- 1989, galerie l'hôtel de Wicque, Pezenas.
- 1990, galerie Feille.
- 1992, invité d'honneur au festival de Thonon.
- 1995, galerie l'hôtel de Wicque, Pezenas.
- 1997, galerie Grossi, Apt.
- 2000, exposition à Tokyo et achat d'une toile pour un musée de la ville.
- 2001, exposition à Pouzilhac.
- 2001, exposition au musée de Fréjus : premier prix des Troupes de Marine.
- 2002, Aix-en-Provence.
- 2003, musée de Fréjus.
- 2003, galerie Grossi, Apt.

## Œuvres référencées
- Le Phare, 38 × 65 cm, localisation inconnue[24].
- La Corvette “l'Aimable Marie” devant le port de Gorée, vers 1950, localisation inconnue[25].